# 永原孝治
永原 孝治（ながはら たかはる）は、江戸時代前期の武士。加賀藩士人持組、松任城代。

## 来歴
六角氏旧臣永原重治の養子となり永原を称したという。文禄・慶長の役において肥前国名護屋城に三ノ丸御番衆御馬廻組で長束直吉の率いる三番組に属した赤座三右衛門尉ないし五番組に属した赤座藤八郎がその前身か。
慶長5年（1600年）10月、父・赤座直保が前田利長に仕えるとこれに従い加賀に赴く。同7年（1602年）金沢藩士として出仕する。同9年（1606年）、父が越中大門川の氾濫の検分中に溺死すると遺領7千石と松任城代職を継承し人持組に列した。同19年（1614年）大坂冬の陣では前田利常に従い真田丸の戦いに一手の将として出陣したが、城方からの銃撃を受け大損害を出して撤退している。同年、元和の一国一城令に先立ち松任城が廃城となると城代職も廃止となる。
元和6年（1620年）には2代将軍・徳川秀忠の命による大坂城天下普請において金沢藩の奉行を務めたが、この時利常の命で姓を赤座から永原に改めた。永原は孝治が一時嗣子となっていた六角氏旧臣・永原重治の名跡である。寛永16年（1639年）利常の隠居に伴い家老に昇格しているが、利常付年寄であるか前田光高付の家老かは不明である。
万治3年（1660年）没。寛文7年（1667年）に今枝直方が編纂した諸士由緒帳全五巻の第一巻に永原氏は収録されており、直保・孝治の事跡を知ることができる。このほか、橋本家など赤座・永原家に仕えた陪臣（「篠田家文書目録」）の家名が判明している。幕末の侍帳には子孫と思われる赤座姓の藩士も掲載されており、幕府の弱体化を見て復姓したものと思われる。